# Черкаський автомобільний завод «Богдан» (легковики)

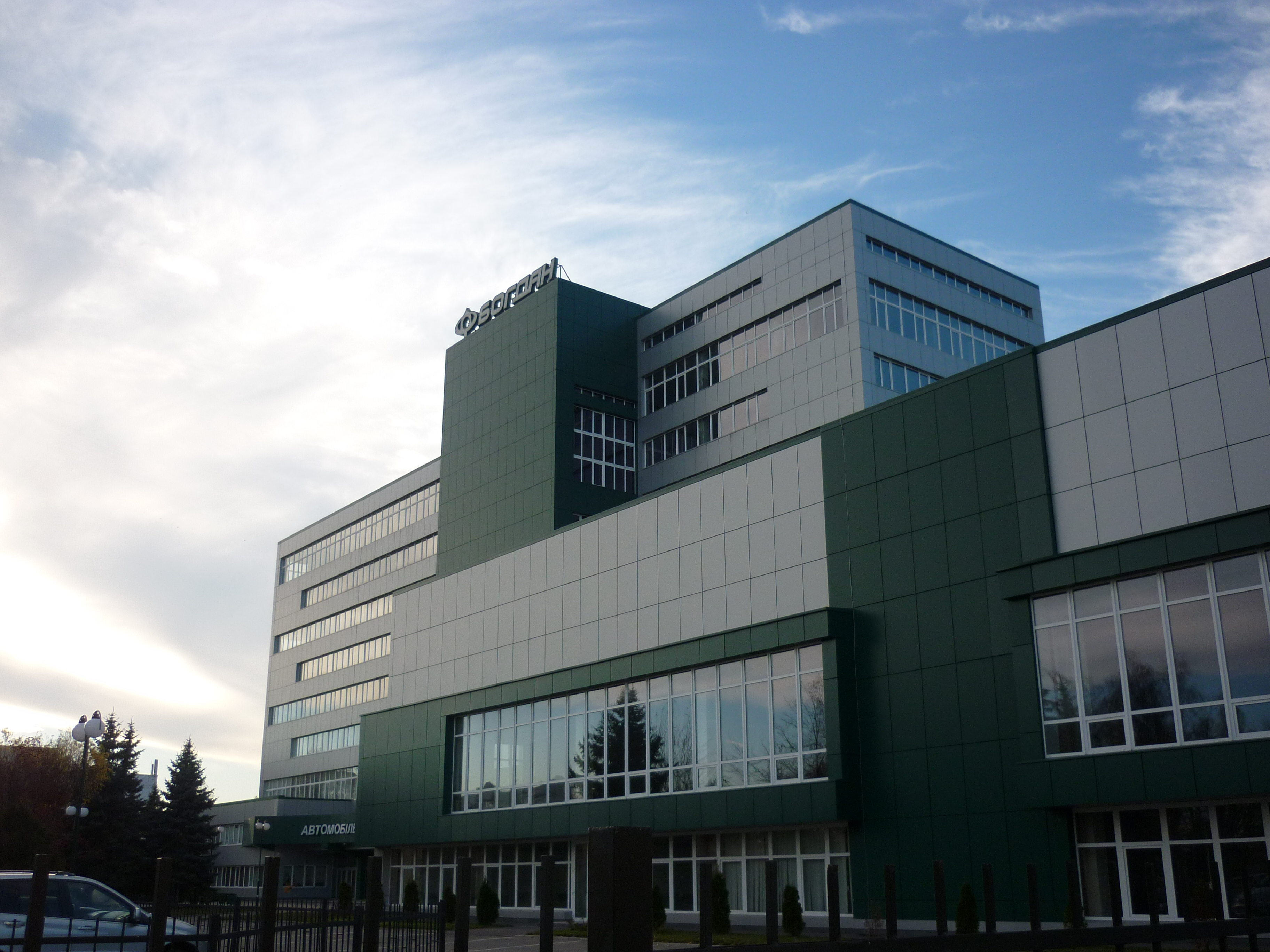
Головний корпус

Черка́ський автомобі́льний заво́д «Богдан» — автомобілебудівне підприємство з виробництва легковиків, розташоване в місті Черкаси, Україна.

## Відкриття
Завод було урочисто відкрито 20 червня 2008 року. На відкритті були присутні топ-менеджери партнерів українського підприємства — директор з експорту компанії «Hyundai» Вон Ши Чан, віце-президент компанії «АвтоВАЗ» Владислав Матус та інші. Інтерес бізнесменів був очевидний: востаннє підприємство такого масштабу — Запорізький автомобільний завод — відкривали ще за часів Радянського Союзу. Завод розмістився на площах колишнього НВО «Ротор», із усіма будівельними роботами впорались за 2 роки.
Найпочеснішим гостем офіційної церемонії став президент України Віктор Ющенко, який назвав пуск нового заводу унікальною та непересічною подією, а всіх присутніх — свідками народження першого українського автомобіля.

## Потужності
Інвестиції корпорації «Богдан» у проєкт будівництва заводу склали 330 млн доларів. З конвеєрів повного виробничого циклу сходять 2 моделі автомобілів «Лада» (2110 та 2111) та 3 моделі «Hyundai» (Tucson, Elantra та Accent). Потужність заводу — 120—150 тисяч машин за рік. Підприємство складає автівки дрібновузловим способом — зварювання кузова, фарбування, складання. На заводі розташовано 2 цехи складання автомобілів, 2 цехи зварювання, цехи лакофарбування, тестування й логістики. Загальна площа всіх виробничих приміщень становить 120 тисяч м². Повну екологічність заводу забезпечують німецькі очисні споруди — лінія очищування стічних вод та викидів у повітря.
Новий завод забезпечив робочими місцями 2,7 тисячі черкасців. У залученні кадрів «Богдан» співпрацює з Черкаським технологічним університетом та політехнічним технікумом. Студенти проходять на майданчиках підприємства практику, а випускників мають намір працевлаштовувати тут.
З 2010 року планувався випуск власних легкових автомобілів: пікапи (Богдан-2310), з відкритою платформою, тентована версія, невеликий рефрижератор. Продовжується складання авто марок Hyundai та Subaru.

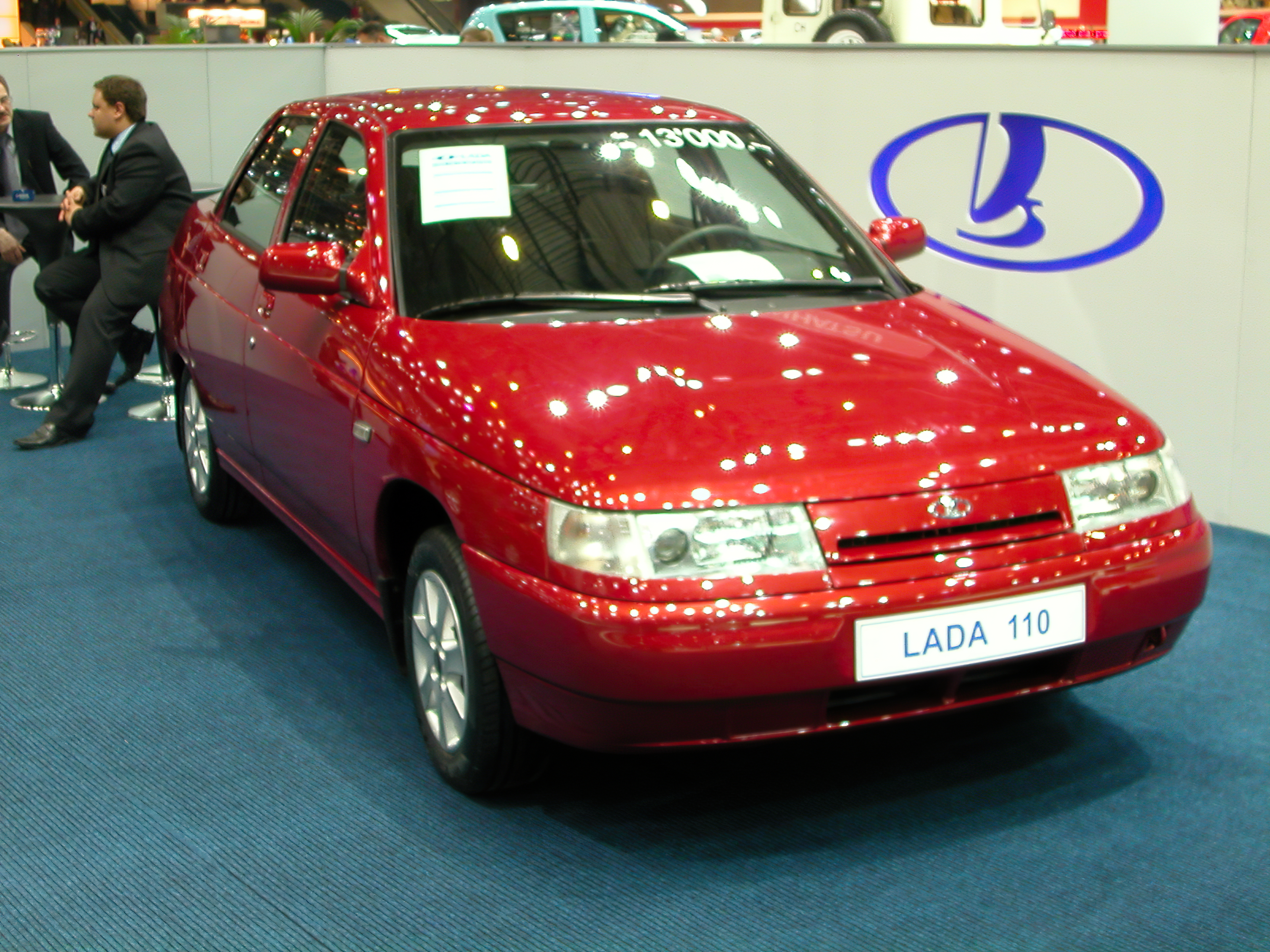
Лада 2110
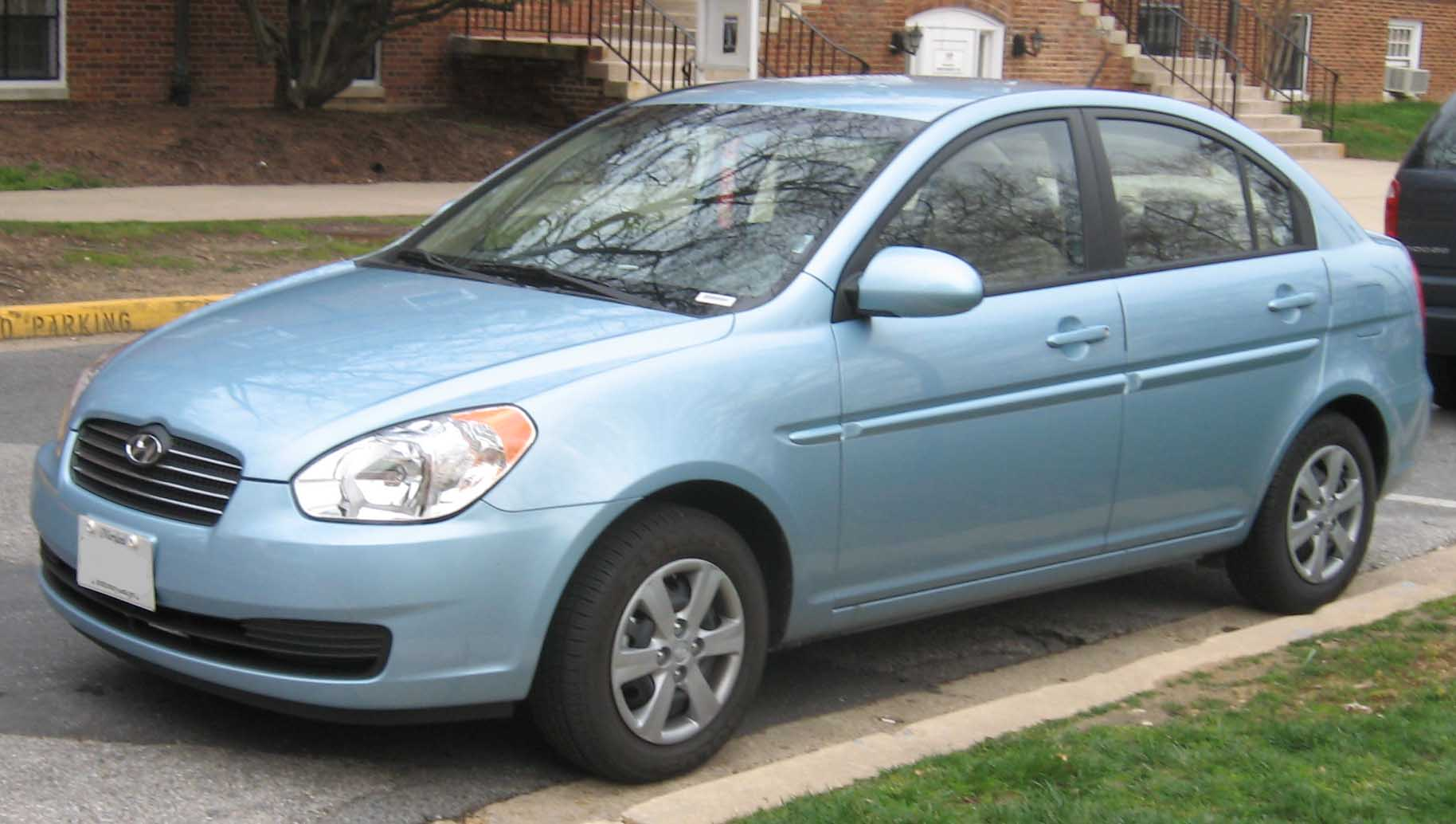
Hyundai Accent